# Kayero-Tio
Ne doit pas être confondu avec Kayero-Bo.
Kayero-Tio est une commune rurale située dans le département de Léo de la province de Sissili dans la région du Centre-Ouest au Burkina Faso.

## Géographie
Kayero-Tio est située à 20 km au nord de Léo et est traversée par la route nationale 13.